# Колос (приток Ортона)
Колос — река в России, протекает по Междуреченскому району Кемеровской области. Устье реки находится в 28 км от устья реки Ортон по правому берегу. Длина реки составляет 30 км.

## Данные водного реестра
По данным государственного водного реестра России относится к Верхнеобскому бассейновому округу, водохозяйственный участок реки — Томь от истока до города Новокузнецк, без реки Кондома, речной подбассейн реки — Томь. Речной бассейн реки — (Верхняя) Обь до впадения Иртыша.